# Russkaja

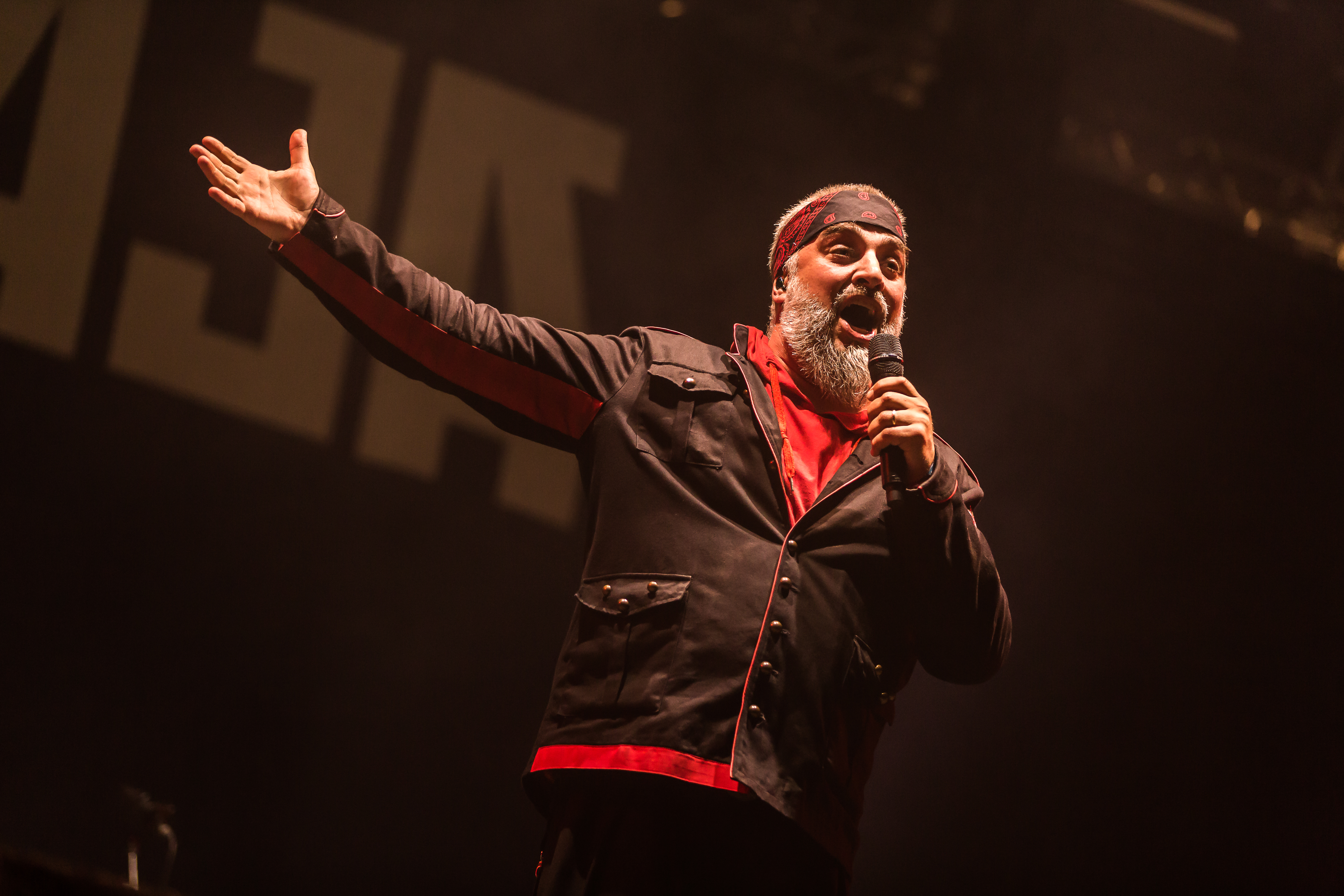
Georgij Alexandrowitsch Makazaria mit Russkaja auf dem Rockharz Open Air 2019

Russkaja war eine Band aus Wien, die 2005 gegründet wurde. Der Sound der Band wurde von der traditionellen russischen Musik inspiriert und mischt diese mit Ska, Rock und Polkabeats. 2023 gab die Band nach 18 Jahren Bestand ihre Auflösung bekannt, tritt aber weiterhin in gleicher Besetzung als Showband der Sendung Willkommen Österreich als Dienstag Nacht Kapelle auf.

## Mitglieder
Russkaja wurde vom ehemaligen Stahlhammer-Sänger Georgij Alexandrowitsch Makazaria ins Leben gerufen. Die Band hatte sieben Mitglieder. Viele der ehemaligen und bis zur Auflösung aktiven Mitglieder waren und sind auch in anderen bekannten österreichischen Formationen aktiv. So spielte Schlagzeuger und Sänger Titus Vadon bereits bei Drahdiwaberl und in der Kabarettgruppe Das Balaton Combo. Gitarrist Zebo Adam, Sohn des Musikers Ludwig Adam, war schon mit der Hallucination Company erfolgreich. Der Saxophonist Manfred Franzmeier ist auch Mitglied der Funk-Band Hot Pants Road Club und spielte bei der Electronic Funk-Gruppierung Madrid de los Austrias. Hans-Georg Gutternigg, der Spieler der „Potete“, einer eigens für die Band entwickelten Mischung aus Trompete und Posaune, wiederum sammelte Erfahrungen unter anderem beim Dirigenten Franz Welser-Möst und dem Jazzmusiker Joe Zawinul. Der Bassist Dimitrij Miller spielte in ukrainischen Gruppen, bevor er zum Musikstudium nach Österreich kam und sich Russkaja anschloss.
Die Violinistin Antonia-Alexa Georgiew, seit der Gründung des Ensembles bei Russkaja, wandte sich 2013 neuen Aufgaben bei den Salzburger Festspielen zu und wurde durch Ulrike Müllner („Mia Nova“) mit ihrer E-Violine ersetzt. 2019 verließ Müllner die Band, um sich auf ihre Solokarriere zu konzentrieren. Ihren Platz nahm Lea-Sophie Fischer ein.

## Geschichte
2006 unterschrieb die Band bei dem Independent-Label Chat Chapeau, das vorwiegend Weltmusik-Interpreten unter Vertrag nimmt. Im selben Jahr brachte sie eine EP mit dem Namen Dawai heraus. Der breiteren Öffentlichkeit wurde Russkaja als Studioband der österreichischen Late-Night-Show Willkommen Österreich bekannt. Ihr 2008 erschienenes Debütalbum Kasatchok Superstar erreichte auf Anhieb eine Chartposition in den Ö3 Austria Top 40. Reggae-Fans ist Russkaja durch die Mitwirkung an dem Titel Von Osten bis Westen auf dem Mono-&-Nikitaman-Album Außer Kontrolle von 2008 bekannt.
Die Texte sind großteils in russischer, manche auch in englischer und deutscher Sprache verfasst. Seit ihrer Gründung war die Gruppe im Independent-Bereich bekannt und wurde mehrmals ins Programm von FM4 aufgenommen. Als Live-Band machte sich die Gruppe unter anderem im Wiener Ost Klub einen Namen, bislang kamen auch internationale Anfragen aus der Schweiz, Türkei, Polen, Ungarn und Deutschland. In den Jahren 2011, 2012, 2013, 2014 und 2017 spielte die Band auf dem Wacken Open Air, das sich im Wesentlichen an Metalfans richtet.
Am 30. Mai 2008 spielten sie auf dem 10. Schlossgrabenfest in Darmstadt, und am 8. April 2013 traten sie bei der Late-Night-Show Circus HalliGalli auf. Zuletzt traten Russkaja auf dem Rockharz Open Air in Ballenstedt auf, das in der musikalischen Ausrichtung mit dem Wacken Open Air vergleichbar ist.
Im Februar 2023 löste sich die Band auf. Grund war der Russische Überfall auf die Ukraine, wie die Band bekannt gab: „der wütende Krieg in der Ukraine (…) macht es uns unmöglich, mit einem Image & Style weiterzumachen, die sich auf satirische Art und Weise der Sowiet-Thematik (sic!) und Sprache bedienen“. Zudem wurde die Band laut eigenen Angaben massiv aufgrund ihrer Herkunft und Musik-Thematik in sozialen Netzwerken angefeindet. Ein Jahr nach der Annexion der Krim 2014 durch Russland hatte Bandleader Georgij Mazakaria noch erklärt, dass er sich „aus der Politik heraushalte (…) weil wir nicht wissen, was beispielsweise im Ukraine-Konflikt wirklich passiert.“ Auch über das politische System in der Sowjetunion könne er, da er „eine glückliche Jugend“ hatte, persönlich „nichts Schlechtes berichten“, so Makazaria gegenüber dem Kurier. Allerdings tritt die Band nach wie vor in kompletter Besetzung als Showband der Sendung Willkommen Österreich auf, wobei von Dirk Stermann zunächst in jeder Ausgabe ein anderer Bandname, oft mit Bezug zum politischen Tagesgeschehen, präsentiert wurde. Ab April 2023 wurde bis zum Ende der Saison die Bezeichnung Willkommen-Österreich-Showband verwendet. Seit September 2023 wird die Band als Dienstagnachtkapelle präsentiert.

## Diskografie

### Alben
- 2008: Kasatchok Superstar (Chat Chapeau Records)
- 2010: Russian Voodoo (Hoanzl)
- 2013: Energia (Napalm Records)
- 2015: Peace, Love & Russian Roll (Napalm Records)
- 2017: Kosmopoliturbo (Napalm Records)
- 2019: No One Is Illegal (Starwatch Entertainment / Elephant Music)
- 2022: Chronicles (Best Of; SBÄM Records)
- 2023: Turbo Polka Party (Napalm Records)

### EPs
- 2006: Dawai, Dawai (Chat Chapeau Records)
- 2013: Barada (Capitol Records / Vertigo)

### Singles
- 2007: Dope Shit (Chat Chapeau Records)
- 2008: More (Chat Chapeau Records)
- 2009: Kasatchok Superstar The Song (Chat Chapeau Records)
- 2010: Hammer Drive (Downloadsingle)
- 2015: Rock ’n’ Roll Today (Downloadsingle)
- 2021: Russki Style (Downloadsingle)

## Auszeichnungen

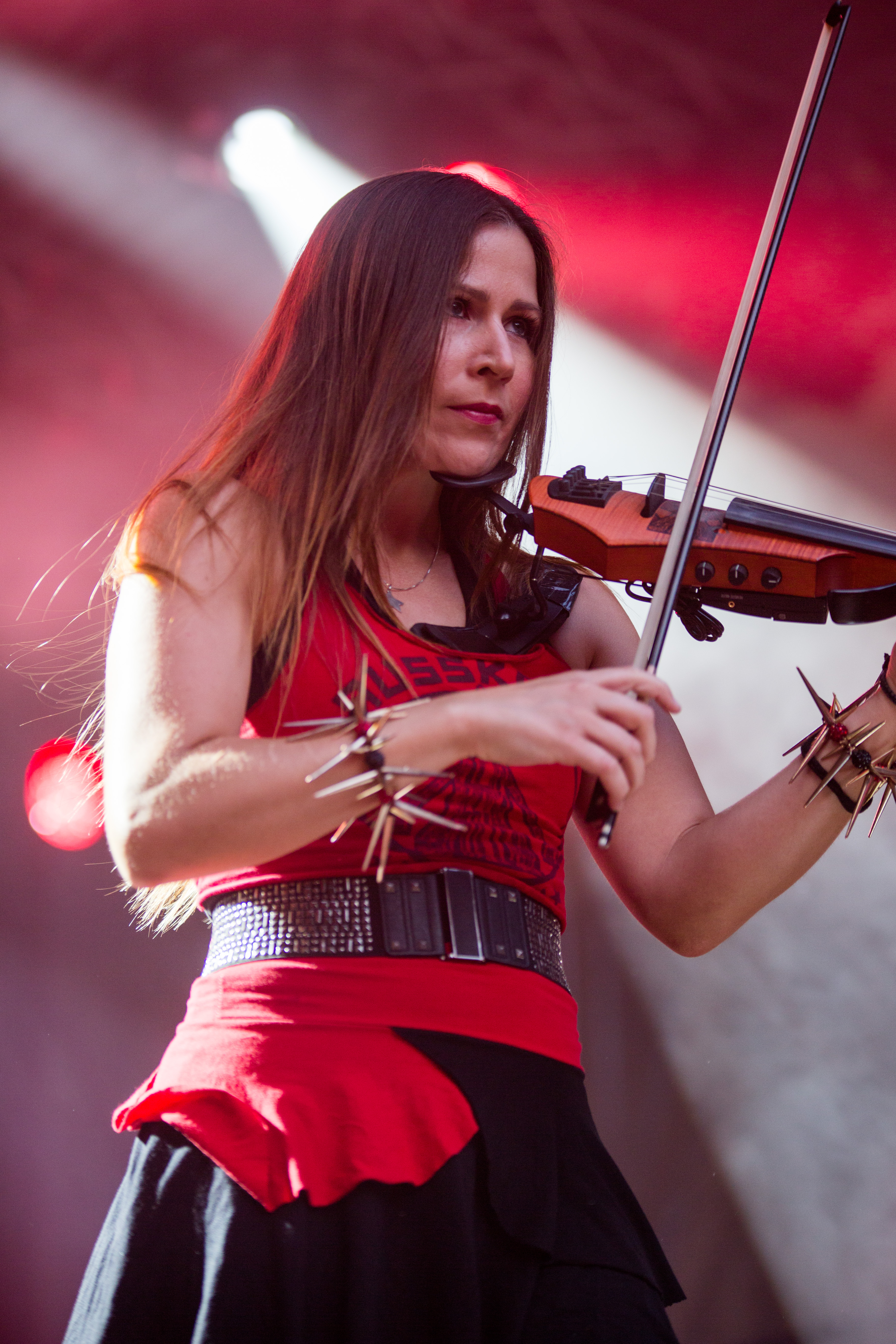
Ulrike Müllner während eines Russkaja-Auftritts im Juli 2014 beim TFF Rudolstadt

- Amadeus Austrian Music Award 2020 in der Kategorie Hard & Heavy